# جان چیزل
سرهنگ جان چیزل (John Chiswell) (زادهٔ حدود ۱۷۱۰ میلادی، وفات بر اثر خودکشی در ۱۴ اکتبر ۱۷۶۶) مزرعه‌دار برجسته، عضو مجلس ایالتی ویرجینیا در دوران استعمار و دلال زمین در مستعمره ویرجینیا بود.

## اوایل زندگی و ازدواج
والدین وی چارلز چیزل (متولد حدود ۱۶۷۸ میلادی) و استر (دابنی؟) چیزل بودند. چارلز چیزل زمانی منشی محکمه عمومی ویرجینیا بود. جان در ۱۹ مه ۱۷۳۶ با الیزابت راندولف، دختر ویلیام راندولف، ازدواج نمود و آنها چهار فرزند داشتند: الیزابت چیزل، متولد ۲۴ مه ۱۷۳۷؛ سوسانا راندولف چیزل، متولد ۱۷۴۰ میلادی در ویلیامزبرگ، ویرجینیا؛ مری چیزل، متولد حدود ۱۷۴۸ میلادی در شهرستان هانوفر، ویرجینیا؛ و لوسی چیزل متولد ۳ اوت ۱۷۵۲. خانم وی در ۱۷۷۶ میلادی درگذشت: «خانم الیزابت چیزل، بیوه فقید سرهنگ جان چیزل، در خانه ویلیام نیلسون در شهرستان کارولین درگذشت. او به عمر ۵۴ سالگی وفات کرد و یک زن بسیار خوش طینت بود: مستمند هیچگاه از درب منزل وی دست خالی برنمی‌گشت».

## حرفه
در ۱۷۵۲ میلادی، وی در نزدیکی فردریکزبرگ، ویرجینیا یک کوره آهنگری داشت. حدود سال ۱۷۵۶ میلادی، جان چیزل برآمدگی‌های سرب را در شهرستان وایده، ویرجینیا کشف کرد. این معدن توسط شرکت معدن سرب استخراج می‌گردید، شرکت که بعدها در رسوایی دولتی جان رابنسون دخیل بود. پس از اینکه ویرجینیا استقلال خود را اعلام کرد، معادن توسط حکومت ایالتی استخراج می‌شد و ویرجینیا به یکی از تأمین‌کنندگان مهم سرب در راستای آرمان میهن‌دوستی مبدل شد.
این معادن به حدی بزرگ بودند که به یک مرزنشان و بخشی از یک پیمان در ۱۷۶۸ میلادی مبدل شده و مرز میان بریتانیای کبیر و آمریکایی‌های بومی را در معاهده هارد لیبر و معاهده فورت استانویکس تعیین نمود. «.. پیمانی در فورت استانویکس، جان استوارت به نمایندگی از بریتانیایی کبیر پیمان هارد لیبر، کارولینای جنوبی، ۱۴ اکتبر، را با قبیله چروکی مذاکره نمود که طبق آن خط مرزی از رشته‌کوه‌های تریون به‌طور مستقیم تا معدن سرهنگ چیزل (حالا ویتوایل، ویرجینیا) ادامه یافته و از آنجا در یک خط مستقیم تا دهانه گریت کاناوها ادامه می‌یابد».

## زندگی سیاسی
جان چیزل از ۱۷۴۴ تا ۱۷۵۵ میلادی به عنوان نماینده شهرستان هانوفر در مجلس استعماری ویرجینیا خدمت نموده و پس از نقل مکان به شهرستان ویلیامزبرگ، وی از ۱۷۵۶ تا ۱۷۵۸ میلادی از این شهرستان در مجلس ایالتی نمایندگی کرد. و از طریق روابط خانوادگی و روابطی که پس از ازدواج کسب کرد، با طیفی از زمین‌داران و طبقه اجتماعی بالا ی ویرجینیا روابط نزدیک داشت.

## قلعه چیزل
قلعهٔ در ۱۷۵۸ میلادی توسط ویلیام بیرد تأسیس گردیده و به افتخار سرهنگ جان چیزل نام‌گذاری شد. از این قلعه در جریان جنگ فرانسه و هندی‌ها استفاده گردید، اما بعدتر متروک شد. قلعه چیزل حالا در دفتر ملی اماکن تاریخی ثبت شده‌است.

## رسوایی قتل
در ۳ ژوئن ۱۷۶۶، سرهنگ چیزل، «در اوایل صبح» با یک «... آقای اسکاتلندی» به‌نام رابرت روتلیج که بازرگانی از شهرستان پرنس ادوارد بود در یک می‌خانه در شهرستان کامبرلند، ویرجینیا که حالا شهرستان پوهاتان، ویرجینیا است، مشاجره نمود. براساس چندین شاهد عینی، سرهنگ چیزل که یک لویالیست بود، روتلیج را «یک یاغی فراری، یک شرور که به هدف فریب دادن و گول‌زدن مردان از ملک خود آنها به ویرجینیا آمده‌است و یک آدم پرزبیتاری» خطاب نمود، هر دو مرد خشمگین شدند و زمانی که چیزل از حمله به آقای روتلیج توسط یک «جام بومبو» یا شمعدان ناامید شد، درخواست کرد تا شمشیر وی را بی‌آورند و تقاضا نمود تا آقای روتلیج اتاق را ترک کند. هنگامی که وی از ترک اتاق ابا ورزید، چیزل با فرو بردن شمشیرش در قلب روتلیج، او را به قتل رساند. به‌خاطر قتل روتلیج، یک قاضی صلح فرمان داد تا وی تا زمان محکمه در زندان شهرستان محبوس گردد. او بعدتر به زندان عمومی در ویلیامزبرگ انتقال داده شد. با این حال، سه قاضی محکمه عمومی ویلیامز برگ، ویلیام بیرد سوم ال وست‌آور، جان بلیر سینیور و پرسلی تورنتون در حومه شهر باهم ملاقات نموده و یک جلسه دادگاهی کوتاه برگزار کردند. نتیجه دادگاه این بود که به چیزل اجازه داده شود تا یک وثیقه کوچک ۲٬۰۰۰ پوند بگذارد. در قرن هجدهم میلادی، وثیقه برای آزادی زندانی که محکوم به جرم قتل است تا آن زمان کما بیش شنیده نشده بود. با این وجود، چیزل آزاد گردیده و اجازه دریافت کرد تا به خانه خود بازگردد. بلافاصله پس از این رویداد، داد و بیداد مردم در رابطه با موجودیت جانب‌گرایی و برخورد ویژه بلند شد. حداقل یکی از قاضی‌ها، ویلیام برید، در واقع دوست چیزل و شریک تجاری وی در معادن سرب بود.
زمانی که رسوایی قتل رابرت روتلیج با دستان جان چیزل افشا شد، اهالی ویرجینیا هنوز رسوایی دیگر داماد فقید جان چیزل به‌نام جان رابینسون که رئیس مجلس ایالتی ویرجینیا در دوران استعمار و خزانه دار ویرجینیا بود، را فراموش نکرده بودند. زمانی که رابینسون در مه ۱۷۶۶ درگذشت، پی برده شد که او وجوه عامه را اختلاس نموده بود و ملک وی بیش از ۱٬۰۰۰٬۰۰۰ پوند به مشترک‌المنافع ویرجینیا بدهکار بود.

## خودکشی
تصور براین است که جان چیزل در ۱۴ اکتبر ۱۷۶۶ خودکشی نمود. جسد وی در ۱۵ اکتبر در خانه‌اش در ویلیامزبرگ، ویرجینیا کشف شد. پزشک قانونی اظهار داشت که مرگ وی ناشی از حمله عصبی بود.
چون به‌طور قطع معلوم نبود که وی مرتکب خودکشی شده‌است یا خیر، اجازه دفن جسد وی در قبر مشخص شده در حوزه کلیسایی بروتون داده نشد. از اینرو، جسد وی به خانه‌اش در اسکاچ‌تاون (مزرعه) انتقال داده شد. زمانی که قطار حامل تابوت وی از راه رسید، اعضای خانواده مقتول رابرت روتلیج در آنجا حاضر بودند و تقاضای باز شدن تابوت را نمودند تا مطمئن شوند که وی درگذشته است و مرگ وی صحنه سازی نشده‌است. مقبره وی بی‌نشان است.

## میراث
- فورت چیزل، ویرجینیا به افتخار وی نام‌گذاری شده‌است.
- خانه وی به‌نام خانه چیزل-بوکتروت در جاده فرانسیس در ویلیامزبرگ، ویرجینیا هنوز هم پابرجا است.

## کتابشناسی
- Kegley, Mary B. 2010. "Fort Chiswell and Chiswell's Lead Mines of Wythe County, Virginia: A New Perspective". Smithfield Review: Studies in the History of the Region West of the Blue Ridge. 14: 52-68.
- Lemay, J. A. Leo. Robert Bolling and the Bailment of Colonel Chriswell. [Place of publication not identified]: [publisher not identified], 1971. (In Early American literature—Vol. 6, no. 2 (Fall 1971)).
- Shephard, William Hendy. Colonel John Chiswell, Chiswell's Lead Mines, Fort Chiswell. 1936.
- Trotti, Michael Ayers. 2008. "The Origins of Virginia Crime Sensationalism". Abstract: This chapter describes how, over the next three months, the Virginia Gazette published fifteen articles on the Chiswell case, some anonymous, others pseudonymous, still others penned above the names of some of the most prominent Virginians of the era, including the colony's most influential lawyer, George Wythe, and a leading member of the House of Burgesses, John Blair. In all, the Virginia Gazette printed slightly more than six pages on this case over the course of four-and-a-half months, or about one-quarter of a page in each issue. In volume, the coverage was significant, particularly for this era; in tone, it was moderate, even tentative. In October, this flurry of activity ended when John Chiswell died of "nervous fits, owing to a constant uneasiness of mind" shortly before he was to go to trial.
- Virginia Gazette October 17, 1766.